# Erko Saviauk
Erko Saviauk (Viljandi, 20 oktober 1977) is een voormalig profvoetballer uit Estland die speelde als verdediger. Hij kwam onder meer uit voor Flora Tallinn en TVMK Tallinn, en beëindigde zijn loopbaan in 2008.

## Interlandcarrière
Saviauk maakte in 1997 voor het eerst zijn opwachting bij de nationale ploeg van Estland. Onder leiding van de IJslandse bondscoach Teitur Thórdarson maakte hij zijn debuut op 9 juli 1997 in de vriendschappelijke uitwedstrijd tegen Litouwen (2-1) in Vilnius, net als Sergei Terehhov. Hij viel in dat duel na 72 minuten in voor Viktor Alonen. Saviauk kwam tot een totaal van 58 interlands en één doelpunt.

## Erelijst
FC Flora Tallinn
- Meistriliiga

2003
 TVMK Tallinn
- Meistriliiga

2005